# Tamakazura

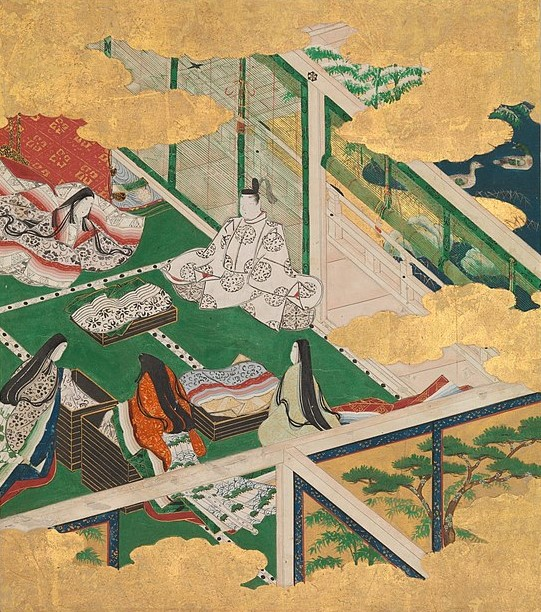
Szene mit Tamakazura

Tamakazura (japanisch 玉鬘), Perlengewinde im Haar, ist der Titel eines Nō-Dramas. Der Verfasser ist Zenchiku. Das Stück ist im Rahmen der Nō-Kategorie ein Viertspiel. 

## Vorbemerkung
Tamakazura war Tochter der Yūgao (夕顔), einer Geliebten des Prinzen Genji, legendäre Hauptfigur des Genji Monogatari. Der Erzählung nach war sie zu einer Pflegefamilie im fernen Kyūshū gegeben worden. Aus Sehnsucht nach ihrer Mutter macht sie sich auf den langen Weg zur Hauptstadt, stirbt dann unterwegs. 
Es treten folgende Personen auf:
- Waki: Ein Mönch
- Shite I: ein Schiffermädchen
- Shite II: Geist der Tamakazura

## Handlung
1. Akt
  1. Vorspiel: Mit Namensnennungsflöte tritt ein Priester auf, der durchs Land zieht und gerade Nara besucht. Dort wallt er zum Hase-Tempel (初瀬寺[A 2]). Namens-, Weg- und Ankunftsnennung.
  2. Mit orchestralem Klang tritt in der unkenntlichen Gestalt einer Schifferin, in einem Boot an Land rudernd, der Geist der Tamakazura auf. Sie singt fortlaufend ein Schifferlied, im Boote treibend ist sie auf dem Wege nach Hase. Rezitierend singt sie vom eigenen Leid und Erlebten.
  3. Der Priester wundert sich über die plötzlich erscheinende Schifferin und ihren Gesang und spricht sie an. Sie antwortet aber nur, dass sie die Landschaft liebe. Erstchor: „Buntes Berglaub an den Bäumen – in den Bergen von Hase …“
  4. Erzählung der Tamakazura über Leben, die Sehnsucht nach der Mutter (abwechselnd mit dem Chor). Sie schließt: „Euch allein vertraue ich. Betet für mich oh Mönch! Ich bin … Tau der Tränen … Perlen im Tau  …“ Chor: „Doch weiter nennt sie ihren Namen nicht.“
  5. Zwischenspiel
2. Akt
  1. Mönch: „Tamakazura, die Edle, war es, die mir erschien … für ihren Schatten will ich beten.“ (Der Geist der Tamakazura erscheint.) Sie, vor Gram heruntergekommen, das Haar ist wirr, sucht Erlösung. Tanz der Tamakazura. Schlusschor: „… im Herzen die Perle der Wahrheit – erwacht sie aus dem Traum des langen Weges.“